# Élisée Reclus

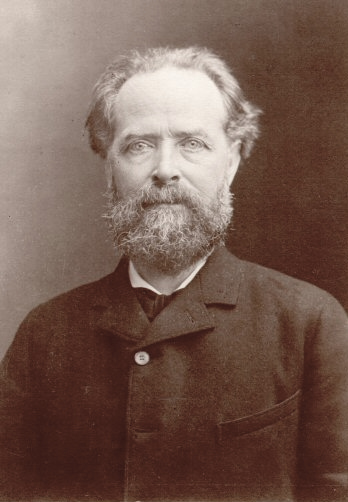
Élisée Reclus.

Jean Jacques Élisée Reclus, född 13 mars 1830 i Sainte-Foy-la-Grande i Gironde, död 4 juli 1905 nära Oostende, var en fransk geograf, även känd som  anarkist, nära vän till Pjotr Kropotkin. Han använde geografin som vetenskapligt underlag för anarkismen och anses som en av de viktigaste internationella anarkistiska författarna. Han var också esperantist, naturist och vegetarian.

## Biografi
Fadern, en protestantisk präst, som tillhörde en gammal hugenottfamilj, sände honom till herrnhutarkolonin Neuwied och protestantiska fakulteten i Montauban. År 1849 övergav han och hans äldre broder Élie de teologiska studierna för att i Berlin åhöra Carl Ritters föreläsningar. Tidigt gjorde han sig förtrogen med de flesta europeiska språken. På grund av sina ytterligt demokratiska åsikter lämnade han Frankrike vid statskuppen 1851, varefter han de följande åren (1852-57) reste i Storbritannien, Irland, USA, Centralamerika och Colombia, där han stannade i flera år. 
Återkommen till Paris, lämnade han reseskisser och geografiska artiklar för "Revue des deux mondes" och "Le tour du monde" och andra tidskrifter. Under Paris belägring 1870-71 ingick han i Internationella arbetarassociationen och i nationalgardet samt tillhörde detsamma även under kommunupproret. Under en rekognoscering till Châtillon tillfångatogs han av Versaillestrupperna 5 april och dömdes efter flera månaders fångenskap 16 november 1871 till deportation. Genom bemedling av framstående vetenskapsmän i Frankrike och England mildrades domen i januari 1872 till enkel landsförvisning. Han bosatte sig därefter i Schweiz, där han kvarstannade, även sedan förvisningsdomen 1879 upphävts genom den allmänna amnestin. 
Jämte ett par arbeten i samlingen "Guide Joanne" (Guide du voyageur à Londres, 1860, och Les villes d’hiver de la Méditerranée et les Alpes-maritimes, 1864) samt med brodern Élie den förträffliga inledningen till Joannes "Dictionnaire des communes de France" författade Reclus i Frankrike Voyage à la Sierra Nevada de Sainte-Marthe (1861), Histoire d’un ruisseau (1869), vartill senare kom Histoire d’une montagne (1880), som en motsvarighet till denna, och La terre, description des phénoménes de la vie du globe (två band, 1867-68), en populär fysisk geografi, som förvärvade honom en rangplats bland samtidens geografer. På uppdrag av förlaget Hachette & C:ie påbörjade han i Schweiz sitt storverk: Nouvelle géographie universelle. La terre et les hommes (1876-93), 19 band i stor oktav, med flera tusen översikts- och specialkartor, stadsplaner, väl valda folktyper, landskaps- och stadsutsikter, en av de mest omfattande och snillrika framställningarna av sin tids geografiska vetande. År 1892 blev han professor vid Université Libre de Bruxelles, men då hans verksamhet där stördes, bildade han med några likasinnade en fri högskola, Université nouvelle, där han föreläste i geografi. Vid sin död efterlämnade han i manuskript L'homme et la terre (sex band, 1905-08). De sista åren var han sysselsatt med att åstadkomma en jordglob i skalan 1:100 000, vars omfång således skulle bli 400 meter.
Han var vän till Kropotkin och var anarkist i ordets egentliga mening, med den mest utpräglade kosmopolitism, en fiende till alla religiösa och sociala band. Sina anarkistiska idéer utvecklade han i den lilla skriften L'evolution, la revolution et l'ideal anarchique (1898).